# Nantan
Nantan (japonsky:南丹市 Nantan-ši) je japonské město v prefektuře Kjóto na ostrově Honšú. Žije zde okolo 32 tisíc obyvatel.

## Slavné osobnosti
- Makoto Fudžita (1933 – 2010) – japonský herec

- Šigeru Mijamoto (* 1952) – japonský tvůrce a producent her

## Partnerská města
- Clutha, Austrálie

- Manila, Filipíny